# 僕は恥っこが好き
『僕は恥っこが好き』（ぼくははじっこがすき）は、若井ケンによる日本の漫画。スクウェア・エニックスのウェブコミック配信サイト『ガンガンONLINE』2011年9月29日更新分から2013年2月28日更新分まで毎月第4週更新で連載された。スクウェア・エニックス毎週新連載プロジェクト16（2ndシーズン）第11弾作品。

## 登場人物
野田 ハル子（のだ ハルこ）
面倒くさがり屋な少女。料理を作ってもらうという目的で、加藤と付き合い始める。髪型はサイドポニーにしているが髪が短いため触覚のようになっている。字が汚く、特に「ミ」「シ」「ツ」の書き分けが苦手。好物は卵焼きの端っこといちご。嫌いな食べ物は人参。玉子焼きの真ん中ではなく端っこが好きなのは、カリカリしてて美味しいからとのこと。本条曰くジジババ受けする顔をしており、よく話しかけられる。話が進むにつれ加藤のことを気に入っていく。
加藤 誠二（かとう せいじ）
ごく普通の男子高校生。友人の小西に彼女ができ、1人公園で悩んでいたところ、ハル子のメッセージ付き紙飛行機を拾い、その後彼女に毎日弁当を提供する関係になる。弁当のほとんどは母が作っているが、卵焼きだけは自分で作っており段々と腕を上げている。ハル子の写真を携帯やカメラで良く撮っている。ふたりの関係の始まりとなった紙飛行機や今までの手紙等を額に入れて飾っており、一緒にいた時に当たったアイスの当たり棒も取っておいている。基本的に小西以外には敬語で話している。最初のころは野田からのあだ名がいくつもあり、カトー、カトゥーン、カートン等で、結果カトーに収まった。兄がいる。
本条 友里恵（ほんじょう ゆりえ）
ハル子の友人。奇矯な言動の多いハル子に対するツッコミ役。ハル子にはゆっこと呼ばれている。ハル子と加藤の関係を、恋人というより「小学生と管理栄養士」と評している。水谷が間違えて本条の靴を履いてしまい、それによって水虫を感染される。靴下のマークとハートマークを見間違え、ラブレターと勘違いしたことから水谷のことが気になり始めた。胸が大きく、服のサイズはMサイズ。埃などが苦手でくしゃみや涙目になる。
小西 秀一（こにし しゅういち）
誠二の友人。女好きの気があり、女子から警戒されることがたまにある。もともと面倒なことにはあまり頭を突っ込まない性格だったが、ちさとが虐められているところを助け、自分は世話好きなんだと気づき、それ以後ちさとと付き合うことになる。運動神経が良い。メガネをしているが、裸眼でも遠くにあるバス停が見えるなど、そこまで視力は低くない。西園寺に対して加藤と野田の関係をめちゃくちゃにしないでくださいと頭を下げるシーンがあり、友人思いな一面もある。おにぎりは明太子が好き。
ちさと
小西の彼女。外見がとても幼い。虐められているところを小西に助けてもらい、付き合い始める。いじめはだいぶ長く、小中と問題になっているようで、そんな中でも「やめて」と言うことが出来るところに小西は惹かれた。小西が修学旅行に行く際、重い女になりたくないという一心で小西が女好きな面を出すのを笑顔でやり過ごすも我慢できずに京都まで付いていくという行動力を見せる。「来年は秀一さんが追いかけてきてください」という約束もする。2人きりの時には小西のことを「秀一」と呼んでいる。胸が無いことにコンプレックスを覚えている節がある。校舎裏にお気に入りの場所があり、昼休みになるといつもそこへと行っていた。
水谷（みずたに）
本条たちの後輩。気が弱く被害妄想が強いため、始めは本条のことをレディースの総長等の怖い人と勘違いしていた。水虫であり、本条の上靴を間違えて履いたことで、感染させてしまう。見た目が中性的で、文化祭ではクラスの出し物であるコスプレ喫茶で女装をさせられていた。普段から良いカメラを使っている。キャラ全員の中で一番付き合うのが遅かった。大きな胸が好きで、本条の胸に魅了された中のひとりである。
青柳（あおやなぎ）
ハル子や本条の友人。成績優秀。現代文の安達先生に好意を抱いているが中々上手くいかず、ハル子達に相談するもそれもうまくいかなかった。しかし、安達先生の男の娘好きという性癖を知り、それを知ってからその話題で絡みを持つようになっている。雨の日に車で家に送ってもらったり夏祭りも一緒に回っている等、度々一緒にいることが多い。また、修学旅行では自由行動で二人で京都を回っている。告白の際に一度安達の頬を打っており、おかんでバイオレンスと言われている。
安達先生
現代文の先生。男の娘が好き。生徒を連れてどこかへ遠出するようなイベントが好きで、作中でも海へ行っている。図書室で青柳の気持ちを知り、縁談を断った。雨の日に車で青柳を送ったり祭りを一緒に回ったり等、生徒との距離が近く、修学旅行でも青柳と行動しており、仲は上々。青柳を車に乗せた際、女の子を助手席に乗せたのは二人目と言っており、一人目は母親であった。
鷹西（たかにし）
荒沢と2人で「広島の双子龍」と呼ばれるヤンキー。ある出来事から「鷹西が自分に対して普通以上の好意を抱いている」と荒沢に勘違いされ、それ以来荒沢に付きまとわれるようになる。
荒沢（あらさわ）
鷹西と共に広島を制覇することを夢見るヤンキー。とある誤解が原因で、鷹西のストーカーと化す。

## 書誌情報
- 若井ケン 『僕は恥っこが好き』 スクウェア・エニックス〈ガンガンコミックスONLINE〉、全3巻
  1. 2012年5月22日発売、ISBN 978-4-7575-3600-5
  2. 2012年12月22日発売、ISBN 978-4-7575-3819-1
  3. 2013年4月22日発売、ISBN 978-4-7575-3942-6
- 若井ケン 『新装版 僕は恥っこが好き』 双葉社〈アクションコミックス〉、上下巻
  1. 2019年4月11日発売 ISBN 978-4-575-85295-0
  2. 2019年5月11日発売 ISBN 978-4-575-85307-0